# 新军屯镇
新军屯镇，是中华人民共和国河北省唐山市丰润区下辖的一个乡镇级行政单位。

## 行政区划
新军屯镇下辖以下地区：
新军屯村、溪歌庄村、杨家庄村、唐家庄村、张辛庄村、阁门口村、报喜坨村、里堡寨村、山王寨村、保全庄村、龙潭坨村、郑八庄村、黄辛庄村、王道庄村、胡家庄村、张秀庄村、鲁各庄村、索辛庄村、梁庄子村、新董庄村、南堡庄村、尚张庄村、古良坨村、黄粟坨村、岳实庄村、河浃溜村、大坡庄村、塔候庄村、塔杨庄村、塔曹庄村、塔马庄村、塔王庄村和小河浃溜村。